# PBC Tirana
Il PBC Tirana è una società cestistica avente sede a Tirana, in Albania. Fondata nel 1920, gioca nel campionato albanese.

## Palmarès
- Campionati albanesi: 21

1946, 1948, 1949, 1950, 1957, 1961, 1962, 1963, 1965, 1971, 1999, 2001, 2002, 2008, 2009, 2010, 2011, 2012, 2017, 2018, 2023
- Coppe d'Albania: 20

1961, 1962, 1963, 1969, 1971, 1973, 1977, 1988, 2000, 2001, 2002, 2007, 2008, 2009, 2011, 2012, 2017, 2018, 2022, 2024
- Supercoppe d'Albania: 8

2001, 2003, 2008, 2009, 2010, 2011, 2012, 2017